# Renault Taxi de la Marne
Renault Taxi de la Marne (Renault Type AG, Марнское такси) — автомобиль среднего класса, выпускавшийся французским автопроизводителем Renault с 1905 по 1910 года и использовавшийся как такси. Своё прозвище автомобиль получил во время Первой мировой войны, когда в сентябре 1914 года 1300 парижских Renault AG-1 (или Renault Type AG — официальное наименование автомобиля) были использованы французской армией под предводительством генерала Жозефа Галлиени для перевоза 6000 солдат из Парижа на битву у реки Марны, на которой французские войска смогли победить благодаря этому.
Это был первый автомобиль, который выпустили после смерти в 1903 году Марселя Рено.
Таксопарк в Париже уже в 1907 году имел 1500 таких автомобилей, благодаря изобретению в 1891 году устройства, которое автоматически рассчитывает цену поездки (названное позже таксометром). В том же году AG-1 стал настолько популярен и известен, что его начали поставлять как такси в Лондон.
Type AG собирались на фабрике в Булонь-Бийанкур во Франции. Автомобиль имел тормоза барабанного типа.